# 벨가이족

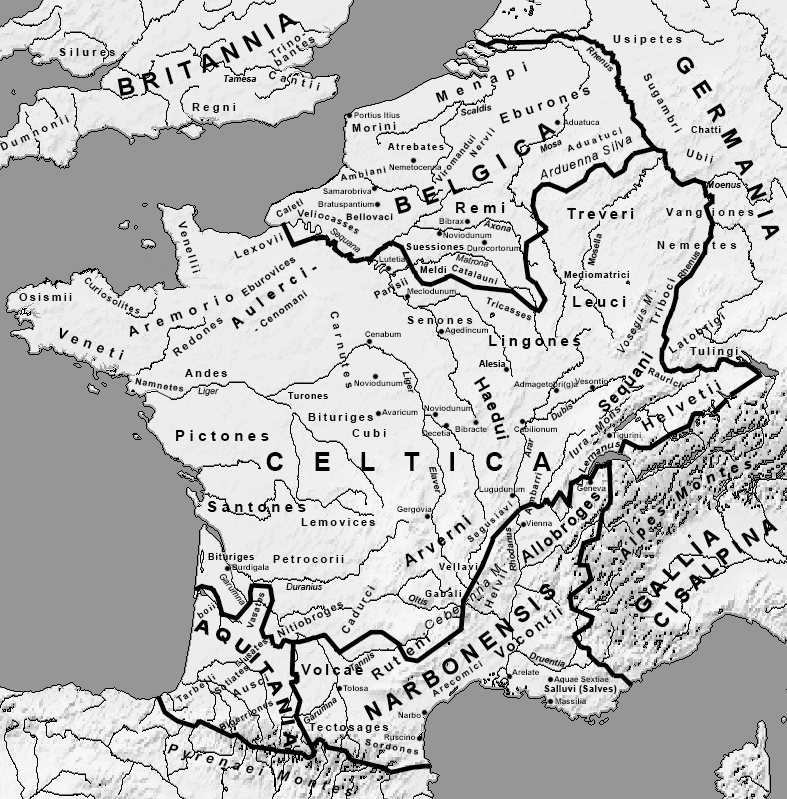
카이사르의 용법에 따른, 로마 정복 이전 벨가이 골족의 대략적 위치.

벨가이(라틴어: Belgae)는 갈리아의 북부, 곧 현재의 벨기에와 네덜란드, 프랑스의 일부를 합친 지역에 살던 켈트족 원주민들을 로마 제국이 일컫던 말이다.
당시 벨가이는 로마로부터 멀리 북쪽에 떨어져 있어 상인의 왕래조차 뜸한 지역이었으며 갈리아 전쟁을 계기로 역사에 등장했다. 율리우스 카이사르의 갈리아 전쟁기가 벨가이에 관해 상세히 다루고 있는데, 이 책에서는 갈리아 전체를 갈리아, 아퀴타니아, 벨가이의 셋으로 나누며 언어, 관습, 제도가 서로 다르며 벨가이가 게르만족과 인접해 있는 까닭에 가장 호전적이라 기록했다. 이 "벨가이"라는 지칭은 종종 쓰임이 모호하여 브리타니아 남부에 있는 일부 부족들을 가리키는 데도 사용되었다.
갈리아 전쟁 이후 벨가이는 다른 중북부 갈리아와 합쳐 갈리아 코마타 속주의 일부가 되었다가 후에 벨기카로 나뉘었다. 갈리아 전쟁기에는 아트레바테족, 벨로바키족, 칼레티족, 모리니족, 네르비족, 아투아투키족, 메나피족, 레미족 등이 언급되어 있으며 이 중 레미족은 기원전 58년 다른 벨가이 부족들이 율리우스 카이사르의 반로마 연합을 빠져나와 카이사르와 동맹, 후에 갈리아 전체의 유력 부족 중 하나로 떠올랐다.
"벨기움"은 이후로도 이 일대를 가리키는 명칭으로 간간이 사용되었으며, 나중에 이곳에 수립된 벨기에 왕국의 어원이 되었다.

## 같이 보기
- 파리시족(Parisii)
- 프리시족(Frisii)
- 북서블록
- 등어선
- 피르 볼그